# موريس بويد
موريس بويد (بالإنجليزية: Morris Boyd)‏ هو سياسي أمريكي، ولد في 6 سبتمبر 1905 في أوكسفاس في الولايات المتحدة، وتوفي في 10 فبراير 1986 في هدسن في الولايات المتحدة. حزبياً، نشط في الحزب الجمهوري. وقد انتخب عضو مجلس نواب أوهايو.